# Walckenaeria crosbyi
Walckenaeria crosbyi este o specie de păianjeni din genul Walckenaeria, familia Linyphiidae. A fost descrisă pentru prima dată de Fage, 1938.
Este endemică în Costa Rica. Conform Catalogue of Life specia Walckenaeria crosbyi nu are subspecii cunoscute.